# Marksmygar
Marksmygar (Orthonychidae) är en liten familj av ordningen tättingar. Familjen består enbart av tre nu levande arter i släktet Orthonyx med utbredning på Nya Guinea och i Australien:
- Papuamarksmyg (O. novaeguinae)
- Australisk marksmyg (O. temminckii)
- Chowchilla (O. spaldingii)

Ytterligare två utdöda arter finns beskrivna från sen pleistocen:
- Orthonyx hypsilophus
- Orthonyx wakefieldi